# Falkon
Falkon (anteriormente nombrado Qupzilla) es un navegador basado en QtWebEngine. Su objetivo es ser un navegador web ligero multiplataforma. 

## Características
Falkon tiene todas las funciones normales se pueden esperar de un navegador web. Incluye marcadores, historial y las pestañas. Por encima de eso, se pueden manejar los canales RSS con un lector de RSS incluido, dispone de bloqueo de anuncios con un plugin AdBlock incorporado, bloque de contenido de Flash con Click2Flash y es posible editar la base de datos de certificados de CA local con un administrador de SSL, DuckDuckGo es su motor de búsqueda por defecto.

Existe una versión "portátil" (sin instalación) para Windows, ésta se distribuye a través del sitio PortableApps.

## Historia
La primera versión de QupZilla fue liberada en diciembre de 2010 y escrita en Python con PyQt4. Después de unas cuantas versiones, QupZilla ha sido completamente reescrito en C + + con el Framework de Qt. La versión para Windows de QupZilla fue compilada utilizando MinGW, pero debido a un enorme problema con Flash, ahora se compila con Microsoft Visual C + + Compiler 2008. La primera versión pública fue la 1.0.0-b4.
El 30 de marzo de 2016, QupZilla 2.0 fue lanzado. Marcó la transición de QtWebKit a Qt WebEngine. Hasta la versión 2.0, QupZilla usaba QtWebKit. QtWebKit está obsoleto y las nuevas versiones están usando QtWebEngine.
El 10 de agosto de 2017, el desarrollador de QupZilla, David Rosca, anunció en una entrada de blog que QupZilla se había convertido en un proyecto de KDE y que reemplazaría a Konqueror como navegador por defecto. Después de la publicación de Qupzilla 2.2 el proyecto pasó a llamarse Falkon. La versión 3.0 fue publicado el 27 de febrero de 2018.